# Derebucak
Derebucak ist eine Stadtgemeinde (Belediye) im gleichnamigen Ilçe (Landkreis) der Provinz Konya in der türkischen Region Zentralanatolien und gleichzeitig ein Stadtbezirk der 1986 gebildeten Büyükşehir belediyesi Konya (Großstadtgemeinde/Metropolprovinz). Seit der Gebietsreform ab 2013 ist die Gemeinde flächen- und einwohnermäßig identisch mit dem Landkreis. Die im Stadtlogo manifestierte Jahreszahl (1967) dürfte ein Hinweis auf das Jahr der Erhebung zur Stadtgemeinde (Belediye) sein.

## Geografie
Der Landkreis/Stadtbezirk liegt im Südwesten der Provinz. Er grenzt im Norden an Beyşehir, im Osten an Seydişehir und im Süden und Westen an die Provinzen Antalya und Isparta. Die Straße D 687 verbindet die Stadt mit Beyşehir im Norden und im Süden mit der Fernstraße D 695, die weiter zur Mittelmeerküste führt. Im Norden des Landkreises liegt der Bergzug Akdağ mit dem gleichnamigen, 2.403 Meter hohen Gipfel, dem Küpesivrisi Tepesi (2525 Meter) und dem Büyükgözet Dağı (2.529 Meter) an der Grenze zu Seydişehir und im Zentrum den Bergen Aranlardağı Tepesi mit 1.678 Metern und Dikenlidağ Tepesi mit 1.828 Metern Höhe. Von Süden nach Norden durchquert der Fluss Kocadere (auch Kaşıkçıbel Deresi) den Landkreis. In ihn mündet der im Süden zum Derebucak Barajı aufgestaute Kocaçay Deresi, er fließt weiter nördlich in den See Beyşehir Gölü.

## Verwaltung
Durch das Gesetz Nr. 3392 wurde 1987 der Bucak Gencek (bestehend aus der namensgebenden Belediye, Derebucak sowie acht Dörfern) aus dem Kreis Beyşehir abgespalten und selbständig.
Er bestand (bis) Ende 2012 neben der Kreisstadt aus vier Stadtgemeinden (Çamlık, Gencek, Göynem und Pınarbaşı) sowie vier Dörfern (Köy). Die Dörfer wurden im Rahmen der Verwaltungsreform 2013/2014 in Mahalle (Stadtviertel/Ortsteile) überführt. Die vier existierenden Mahalle der Kreisstadt blieben erhalten, während die elf Mahalle der vier anderen Belediye vereint und zu je einem Mahalle reduziert wurden. Den Mahalle steht ein Muhtar als oberster Beamter vor.
Ende 2020 lebten durchschnittlich 498 Menschen in jedem Mahalle, 988 Einw. im bevölkerungsreichsten (Göynem Mah.).

## Sehenswürdigkeiten
Im Landkreis liegen im Südwesten die Höhlen Pınarbaşı Mağarası und Büyük Düden Mağarası und im Südosten die Balatini Mağarası.